# Geometrina flavimargo
Geometrina flavimargo är en fjärilsart som beskrevs av Louis Beethoven Prout 1913. Geometrina flavimargo ingår i släktet Geometrina och familjen mätare. Inga underarter finns listade i Catalogue of Life.